# Claudine Picardet
Claudine Picardet, nata Claudine Poulet (Digione, 7 agosto 1735 – Parigi, 4 ottobre 1820), è stata una chimica, meteorologa, mineralogista e traduttrice di opere scientifiche francese.

## Biografia
Era la figlia maggiore del notaio François Poulet de Champlevay.
Nel 1755 Claudine Poulet sposò Claude Picardet, consigliere della Table de Marbre di Digione che divenne membro dell'Académie des sciences, arts et belles-lettres de Dijon e direttore del locale giardino botanico. 
Il matrimonio permise a Claudine Picardet di accedere agli ambienti dell'alta società e al mondo accademico, e di frequentare fiere della scienza e società scientifiche. L'Accademia di Digione impartiva corsi di disegno, chimica, mineralogia, botanica e godeva di reputazione internazionale. I corsi tenuti da Louis-Bernard Guyton de Morveau erano tradotti in tedesco e spagnolo. 
La coppia Picardet ebbe un figlio, morto nel 1776, all'età di 19 anni.
Nel 1782, Claudine Picardet faceva parte di una cerchia di studiosi dell'Accademia di Digione, tra cui Louis-Bernard Guyton-Morveau, Jacques-Pierre Champy, Jean Lemulier de Bressey, Claude Varenne de Béost, Charles André Hector Grossart de Virly e Francisco Javier de Angulo. Con l'aiuto di Jacques Magnien, linguista e chimico, questo piccolo gruppo si interessò al lavoro degli scienziati stranieri. In nove anni, Claudine Picardet tradusse in francese ottocento pagine dallo svedese, dal tedesco, dall'inglese e dall'italiano.
Nel 1785 Guyton-Morveau incaricò Claudine Picardet di registrare tre volte al giorno i dati ricavati dal barometro che Antoine Lavoisier aveva donato all'Accademia di Digione; i suoi risultati furono in parte pubblicati dal marito e inviati a Lavoisier. Nel 1787 i coniugi Lavoisier si recarono da Claudine Picardet per confrontare i risultati.
Rimasta vedova nel 1796, Claudine Picardet si trasferì a Parigi, dove nel 1798 sposò Louis-Bernard Guyton-Morveau, amico di lunga data, deputato della Convenzione nazionale e professore di chimica all'École polytechnique di Parigi. Continuò comunque il proprio lavoro scientifico. Nel 1811, in seguito alla nomina di Guyton-Morveau a barone dell'Impero da parte di Napoleone Bonaparte, Claudine Picardet divenne baronessa Guyton-Morveau. Morì a Parigi nel 1820.

## Notorietà
Nel 1785 Claudine Picardet pubblicò in forma anonima la sua prima traduzione Mémoires de chymie. Jérôme Lalande rivelò il nome del traduttore sul Journal des savants. Successivamente firmò l'opera con il proprio nome. È regolarmente citata negli Annales de Chimie e riconosciuta per il contributo dato alla scienza.
Nel 1790, il Traité de caractères extérieurs des fossiles reca la nota in frontespizio «del traduttore delle memorie chimiche di Scheele». È l'approvazione da parte di Guyton-Morveau, che indica che si tratta della stessa "Mme P***".
Riconosciuta dai contemporanei su scala nazionale e internazionale, il suo contributo alla scienza fu in seguito minimizzato. Nel 1820, alla morte di Claudine Picardet, all'età di 86 anni, il Journal de Dijon et de la Côte d'Or pubblicò un necrologio in cui l'autore Claude-Nicolas Amanton negava il contributo di Claudine Picardet alla scienza e parlava di un lavoro aneddotico.
La sua opera contribuì alla diffusione della chimica e delle scoperte, in particolare sui sali e sui minerali. Ha pubblicato il doppio della collega Marie-Anne Paulze Lavoisier; solo il medico Jacques Gibelin ha pubblicato tante traduzioni quanto Claudine Picardet. Grazie alla sua opera e a quella di Louis-Bernard Guyton-Morveau, un'accademia provinciale come quella di Digione acquisì notorietà internazionale.

## Opere

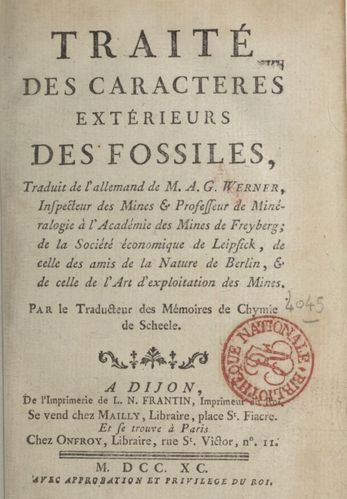
Traité des caractères extérieurs des fossiles, traduit de l'allemand de M. A. G. Werner,... Par le traducteur des "Mémoires de chymie" de Scheele

Claudine Picardet pubblicò più di 1000 pagine tra il 1774 e il 1797. Tradusse numerose opere scientifiche, in particolare dallo svedese (Carl Scheele, Torbern Olof Bergman), dal tedesco (Johann Christian Wiegleb, Johann Friedrich Westrumb, Johann Carl Friedrich Meyer, Martin Heinrich Klaproth), dall'inglese (Richard Kirwan, William Fordyce), 2 dall'italiano di Marsilio Landriani.
Non si limitò a tradurre: per il Traité de caractères extérieurs des fossiles, di Abraham Gottlob Werner (1790), apportò correzioni e annotazioni. Contattò ed ebbe scambi con il mineralogista spagnolo Fausto d'Elhuyar, interrogando studiosi bilingui.
La versione francese di Claudine Picardet fu poi ripubblicata in Germania nel 1795, cosa che le valse la consacrazione.
Le sue opere principali sono Mémoires de chymie, di Carl Wilhelm Scheele (1785), il Traité de caractères extérieurs des fossiles, di Abraham Gottlob Werner (1790), e Observations de la longitude du nœud de Mars faite en Décembre 1783, par M. Bugge, nel Journal des savants (1787).
Tradusse anche parte delle opere del mineralogista inglese Richard Kirwan, che fu pieno di elogi per il lavoro di Claudine Picardet e le sue conoscenze.
Metà delle sue traduzioni furono pubblicate sulla rivista scientifica Observations sur la physique, una parte affidata al Journal des savants, e a Nouvelles de la République et des arts
Ha tradotto anche parte delle memorie di Torbern Olof Bergman intitolate Physical and Chemical Opuscules.

## Ritratto

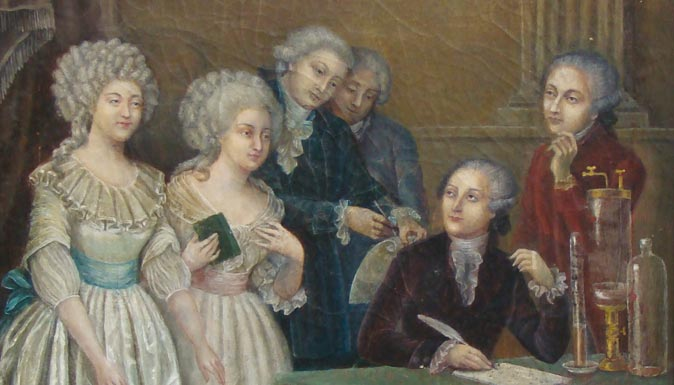
Ritratto anonimo. Claudine Picardet potrebbe essere il personaggio che tiene un libro in mano.

Un dipinto anonimo del XIX secolo rappresenta una cerchia di studiosi così individuata: Marie-Anne Paulze a sinistra, una donna con un libro in mano, il chimico Claude Louis Berthollet, il chimico Antoine-François Fourcroy, il fisico Antoine Lavoisier seduto e il chimico Louis-Bernard Guyton-Morveau a destra. Per il personaggio non identificato, potrebbe trattarsi di Claudine Picardet.